# Mesomys
Genre
Mesomys est un genre de rongeurs de la famille des Echimyidae qui regroupe des petits mammifères d'Amérique du Sud appelés aussi rats épineux. Ce sont des rats arboricoles. 

## Classification
Ce genre a été décrit pour la première fois en 1845 par le zoologiste et archéologue allemand Johann Andreas Wagner (1797-1861).
Mesomys a fait l'objet d'une révision par Louise Emmons en 2005 qui confirme le classement dans ce genre des espèces M. hispidus, M. occultus, M. leniceps et sans doute d'autres espèces. Mesomys didelphoides est considéré au début du XXIe siècle comme étant un synonyme de Makalata didelphoides (Desmarest, 1817) et Mesomys obscurus celui de Makalata obscura (Wagner, 1840). 

### Liste d'espèces
Selon Mammal Species of the World (version 3, 2005)  (3 oct. 2012) et ITIS (3 oct. 2012) :
- Mesomys hispidus (Desmarest, 1817) - Rat épineux arboricole[5]
- Mesomys leniceps Thomas, 1926
- Mesomys occultus Patton, da Silva & Malcolm, 2000
- Mesomys stimulax Thomas, 1911